# Kōji Okamoto
Kōji Okamoto (jap. 岡本 浩司, Okamoto Kōji; * 9. April 1976 in der Präfektur Hyōgo) ist ein ehemaliger japanischer Fußballspieler.

## Karriere
Okamoto erlernte das Fußballspielen in der Schulmannschaft der Mikage Technical High School. Seinen ersten Vertrag unterschrieb er 1995 bei Vissel Kobe. Der Verein spielte in der zweithöchsten Liga des Landes, der Japan Football League. 1996 wurde er mit dem Verein Vizemeister der Japan Football League und stieg in die J1 League auf. Ende 1998 beendete er seine Karriere als Fußballspieler.